# Wat Phra That Sri Chomthong

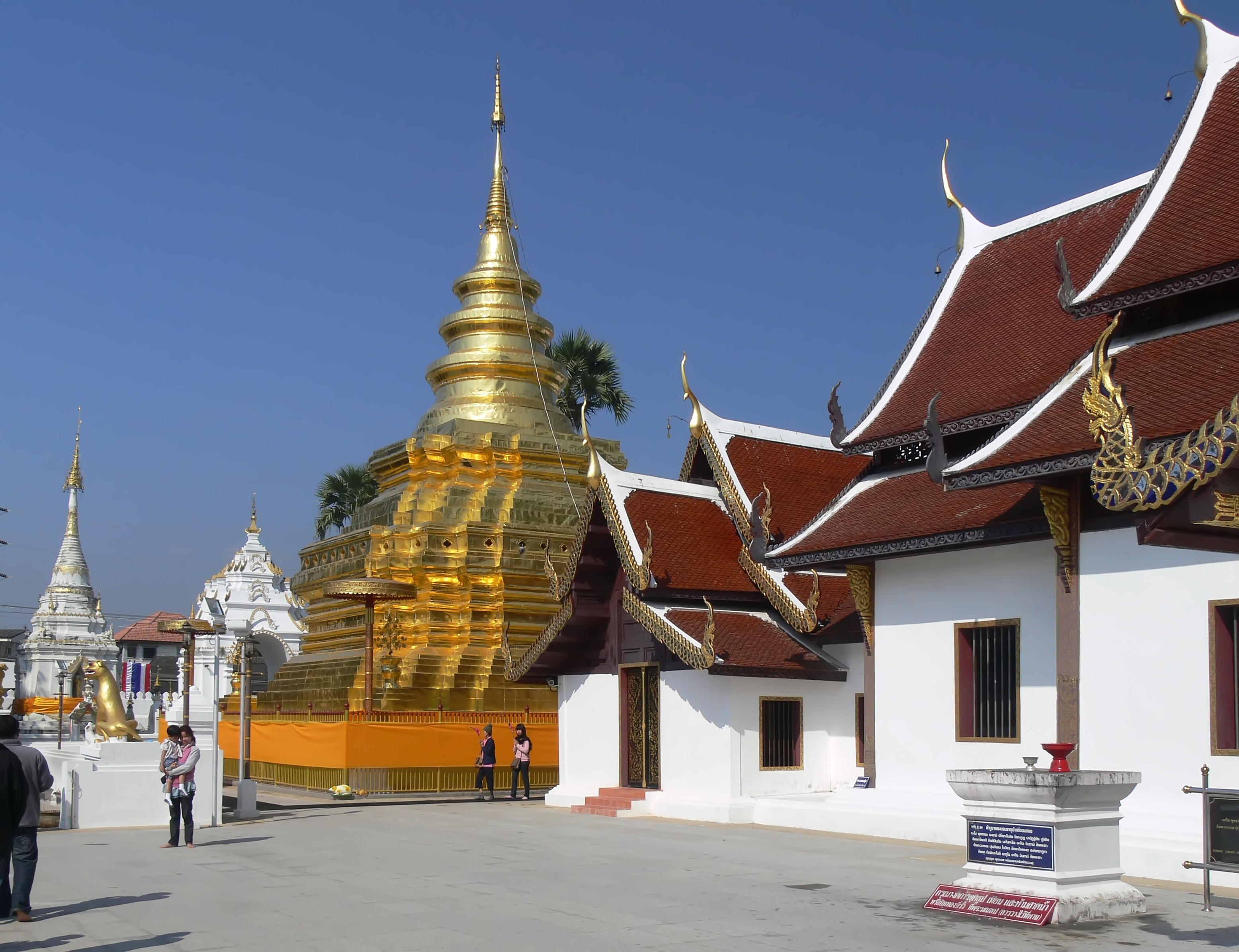
De Chedi en de achterzijde van de Wihan

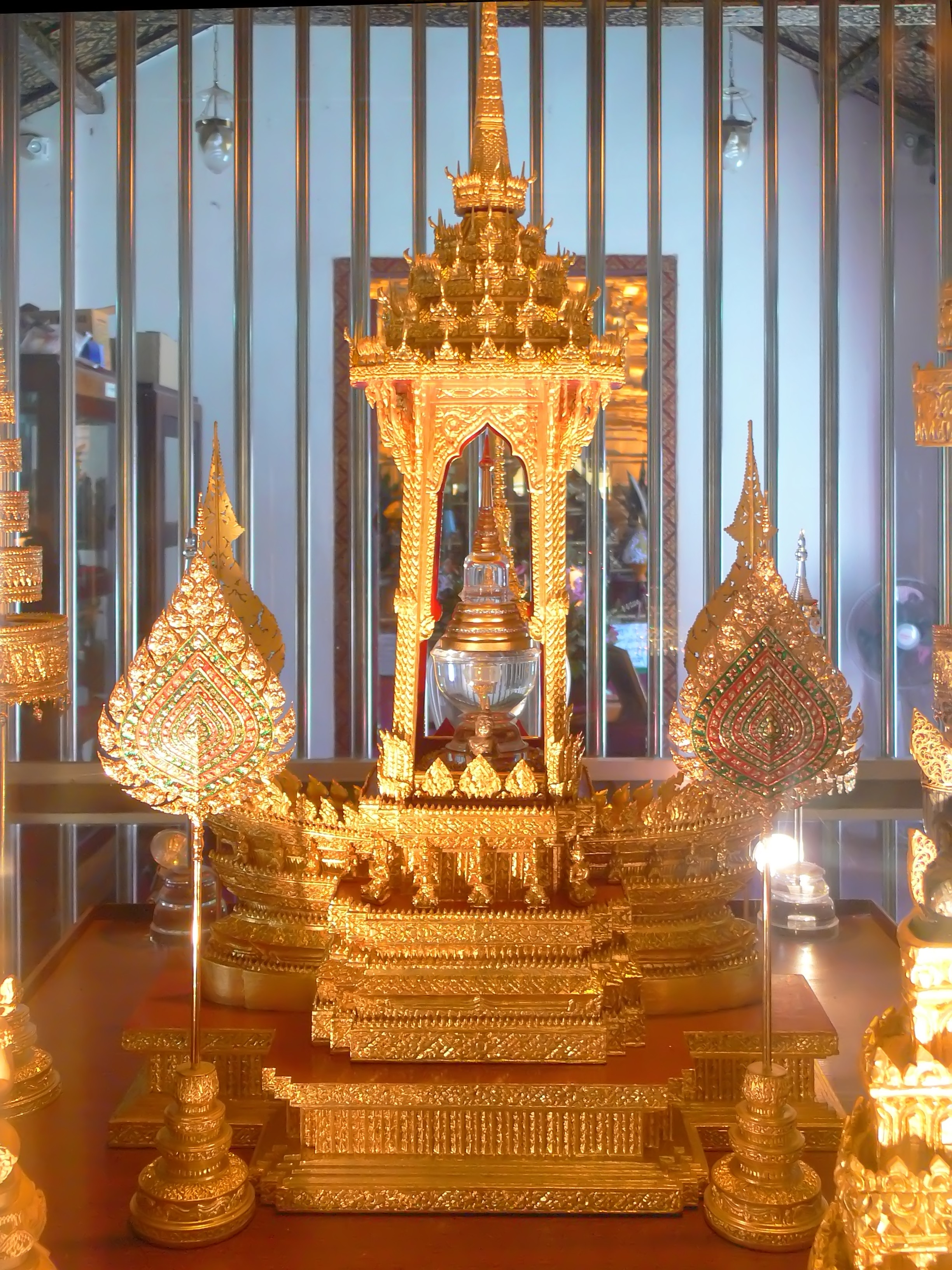
Eén van de vele reliekhouders in de Wihan

Volledige naam: Wat Phra That Si Chom Thong Warawihan (Thai: วัดพระธาตุศรีจอมทองวรวิหาร – IPA: [wat pʰra tʰaːt siː cɔːm tʰɔːŋ warawihaːn]) is een boeddhistische tempel (wat) in de stad Chom Thong, provincie Chiang Mai, circa 60 km zuidwestelijk van de stad Chiang Mai. Het is een koninklijke tempel van de derde klasse.

## Geschiedenis
Kronieken dateren de tempel op 749 AD, toen het Phra Boromathat Chom Thong relikwie (een stukje schedel van de Boeddha) werd gevonden.
Sinds 1466 heeft er een wihan-gebouw op het terrein gestaan.
Het huidige gebouw dateert uit 1817.
In het gebouw is een aparte ruimte aanwezig met vele reliekhouders, waaronder ook de reliekhouder met het Phra Boromathat Chom Thong relikwie.